# Le Temps d'une nuit
Vous êtes invité à donner votre avis sur cette page de discussion, de manière argumentée en vous aidant notamment des critères d’admissibilité ou en présentant des sources extérieures et sérieuses.  
Après avoir apposé le modèle {{Admissibilité}} sur une page, suivez les étapes expliquées sur Wikipédia:Débat d'admissibilité/Aide :
| 1. | Créez la page de débat d'admissibilité.                                                                      | Sauvegardez d’abord la page pour l’initialiser puis indiquez votre motivation.             |
| 2. | Important : ajoutez une entrée dans la section Débat d'admissibilité du jour.                                | Utilisez ce texte : *{{L\|Le Temps d'une nuit}}                                            |
| 3. | Pensez à informer les contributeurs principaux de la page et les projets associés lorsque cela est possible. | Utilisez ce texte : {{subst:Avertissement débat d'admissibilité\|Le Temps d'une nuit}}~~~~ |

Le Temps d'une nuit est un film français musical réalisé par Francis Bouchet en 1963.

## Fiche technique
- Scénariste, réalisateur : Francis Bouchet
- Auteur du commentaire : Pierre Ménard
- Style : musical, jazz
- Durée : 28 minutes
- Musique : Maxim Saury, Jacques Butler, Guy Lafitte, Martial Solal
- Directeur de la photographie : Jean-Jacques Rochut
- Production : Lumifilms

## Distribution
- René-Jean Chauffard
- Gérard Darrieu
- Colette Magny